# Чемпионат Санкт-Петербурга по футболу 1912
Чемпионат Санкт-Петербурга по футболу 1912 стал ХII-м первенством города, проведённым Санкт-Петербургской футбол-лигой.
Победителем и обладателем кубка Аспдена впервые стал клуб «Унитас».

## Организация и проведение турнира
В этом сезоне в чемпионате участвовали 15 клубов, разделённых на классы «А» и «Б». 
В каждом из классов первенства разыгрывались для трёх команд; начиная с данного сезона, был утверждён кубок С.Н.Чирцова для IV команд (общее соревнование для обоих классов). Всего на семи соревновательных уровнях участвовали 15 клубов, 44 команды и 754 футболиста.
На высшем уровне — соревновании первых (главных) команд класса «А» — участвовали восемь клубов, которые по «круговой системе» в два круга (на своем и на чужом полях) определяли обладателя кубка Аспдена
- «Меркур»
- «Невский»
- «Спорт»
- «Унитас»
- «Нарва»
- «Коломяги»
- «Нева»
- «Триумф»

## Ход турнира
Стартовавший 6 августа двухкруговой турнир собрал рекордное число участников. Поскольку матчи проводились практически исключительно по выходным дням, это создало серьёзнейшие трудности в выполнении запланированного календаря соревнований. Другим фактором, усложняющим проведение турнира, стало значительно увеличившееся число междугородних и международных матчей в этом сезоне. В результате турнир затянулся почти до середины ноября (по старому стилю это соответствовало началу календарной зимы) и последние матчи проводились в труднейших условиях — в мороз на заснеженных полях при недостаточной продолжительности светового дня (иногда практически в сумерках). Ведущим игрокам пришлось сыграть в итоге за несколько месяцев до 30 матчей, что для игроков-любителей в те времена было достаточно проблематично с учётом занятости в основной сфере деятельности. В результате зачастую команды были не в состоянии собрать в каждом матче оптимальный (а порой и просто полный) состав; особенно трудно пришлось британским клубам и «Меркуру». Победители же турнира — «Унитас», «Спорт» и «Нарва» — помимо хорошего подбора игроков сумели обеспечить и стабильность состава.

### Турнирная таблица
| № | Команды    | 1        | 2       | 3        | 4       | 5       | 6        | 7       | 8        | В  | Н | П  | М       | О  |
| - | ---------- | -------- | ------- | -------- | ------- | ------- | -------- | ------- | -------- | -- | - | -- | ------- | -- |
|   | «Унитас»   |          | 4:1 5:3 | 1:3 7:2  | 5:1 5:3 | 6:2 5:0 | 11:1 7:2 | 3:1 5:2 | 4:1 7:0  | 13 | 0 | 1  | 75 — 22 | 26 |
|   | «Спорт»    | 3:5 1:4  |         | 1:1 2:3  | 2:4 6:3 | 6:4 3:1 | 6:2 2:2  | 4:0 7:1 | 7:0 9:2  | 8  | 2 | 4  | 59 — 32 | 18 |
|   | «Нарва»    | 2:7 3:1  | 3:2 1:1 |          | 1:1 2:2 | 2:1 0:1 | 7:5 2:4  | +:- 0:4 | 21:0 3:2 | 7  | 3 | 4  | 47 — 31 | 17 |
| 4 | «Меркур»   | 3:5 1:5  | 3:6 4:2 | 2:2 1:1  |         | 8:0 1:2 | 3:0 1:1  | 3:1 0:1 | 9:1 3:2  | 6  | 3 | 5  | 42 — 29 | 15 |
| 5 | «Коломяги» | 0:5 2:6  | 1:3 4:6 | 1:0 1:2  | 2:1 0:8 |         | +:- 5:3  | 2:3 +:- | 3:1 7:1  | 7  | 0 | 7  | 28 — 39 | 14 |
| 6 | «Невский»  | 2:7 1:11 | 2:2 2:6 | 4:2 5:7  | 1:1 0:3 | 3:5 -:+ |          | 3:0 5:4 | 4:1 5:2  | 5  | 2 | 7  | 37 — 51 | 12 |
| 7 | «Нева»     | 2:5 1:3  | 1:7 0:4 | 4:0 -:+  | 1:0 1:3 | -:+ 3:2 | 4:5 0:3  |         | 5:1 +:-  | 5  | 0 | 9  | 22 — 33 | 10 |
| 8 | «Триумф»   | 0:7 1:4  | 2:9 0:7 | 2:3 0:21 | 2:3 1:9 | 1:7 1:3 | 2:5 1:4  | -:+ 1:5 |          | 0  | 0 | 14 | 14 — 87 | 0  |

### Матчи
| 6 авг | «Спорт»                              | 9:2     | «Триумф» | Поле кадетского корпуса |
| | - Н.Оленчиков - Суворов - Реш (авт.) | (отчёт) |          | Судья: А.Монро          |
| «Спорт»: Поляков - Курзнер, Марков - Уверский, Поплескин, Бодров - И.Егоров, Суворов, Е.Лапшин, Н.Оленчиков, Хмелевский «Триумф»: Реш - Ермолаев, Громов - Коршунов, В.Степанов, Куринов - Качарыгин, Дудкинский, И.Андреев, Стариков, Слободской |                                      |         |          |                         |

| 6 авг | «Коломяги»  | 1:0     | «Нарва» | Поле «Коломяг» |
| | - Серов 43′ | (отчёт) |         |                |
| «Коломяги»: Шюман - В.КораблевI, П.КораблевII - Войцеховский, С.Попов, Девяткин - Серов, В.Крутов, А.ФилипповI, Эр.Эммерих, Максимов |             |         |         |                |

| 12 авг | «Коломяги» | +:-     | «Невский» | Поле «Коломяг» |
|        |            | (отчёт) |           |                |

| 12 авг                                                                                      | «Унитас»    | 4:1     | «Триумф» | Поле «Унитаса» |
|                                                                                             | - В.Бутусов | (отчёт) |          | Судья: В.Фомин |
| «Унитас»: Потапов - ...П.Соколов, Хромов, Н.Детлов, В.Бутусов... «Триумф»: ... Стариков ... |             |         |          |                |

| 15 авг | «Нарва» | 3:1     | «Унитас» | Поле «Унитаса» |
| |         | (отчёт) |          |                |
| «Нарва»: Федельский - Абрамов, Теодорович - Гаевский, Каракосов, Петухов - В.МедведевI, Г.МедведевII, Нестеров, Варзар, Миллер «Унитас»: Потапов - Цагин, Латонин - П.Соколов, Хромов, Цветков - Евсиков, Н.Детлов, В.Бутусов, В.ИвановII, А.ИвановI |         |         |          |                |

| 15 авг | «Спорт»                                                                 | 7:1     | «Нева» | Поле «Невы» |
| | - Хмелевский (1:1)′ - Кушель (2:1)′ - Поплескин (3:1)′ - Суворов (4:1)′ | (отчёт) |        |             |
| «Спорт»: Красовский - Курзнер, Марков - Уверский, Поплескин, Бодров - И.Егоров, Суворов, П.Сорокин, Кушель, Хмелевский «Нева»: Б.Браун - Стэнфорд, Шусмит - А.СтоттI, Ходбот, Глэдхилл - Стэд, Мэй, Ф.СтоттII, Я.Гриккель, Босток |                                                                         |         |        |             |

| 15 авг | «Меркур» | 3:2     | «Триумф» | Поле «Триумфа» |
|        |          | (отчёт) |          |                |

| 19 авг | «Унитас»                              | 4:1     | «Спорт»                   | Поле «Унитаса» |
| | - В.Бутусов (1:0)′ - А.ИвановI (2:0)′ | (отчёт) | - (2:1)′ (пен.) П.Сорокин |                |
| «Унитас»: Потапов - П.Соколов, Цагин - Варгин, Хромов, М.Яковлев - Эндрю, Н.Детлов, В.Бутусов, В.ИвановII, А.ИвановI · «Спорт»: Красовский - Курзнер, Марков - Уверский , Поплескин, Бодров - И.Егоров, Суворов, П.Сорокин, Н.Оленчиков, Хмелевский |                                       |         |                           |                |

| 19 авг | «Коломяги» | 2:1     | «Меркур» | Поле «Коломяг» |
|        |            | (отчёт) |          |                |

| 19 авг | «Невский» | 5:4     | «Нева» | Поле «Невы» |
|        |           | (отчёт) |        |             |

| 26 авг | «Нева» | 1:0     | «Меркур» | Поле «Невы» |
|        |        | (отчёт) |          |             |

| 26 авг | «Нарва» | 3:2     | «Триумф» | Поле «Триумфа» |
|        |         | (отчёт) |          |                |

| 26 авг | «Спорт»                                          | 3:1     | «Коломяги»     | Поле «Коломяг» |
| | - ? (1:1)′ - Хмелевский (2:1)′ - И.Егоров (3:1)′ | (отчёт) | - (0:1)′ Эльбе |                |
| «Спорт»: Красовский - Курзнер, Марков - Уверский, Бодров, Поплескин - И.Егоров, Суворов, Сандерс, Н.Оленчиков, Хмелевский «Коломяги»: Шюман - Л.Чернышев, П.КораблевII - П.ФилипповIII, С.Попов, Девяткин - Серов, А.ФилипповI, Эльбе, Эр.Эммерих, С.ФилипповII |                                                  |         |                |                |

| 26 авг | «Унитас» | 11:1    | «Невский» | Поле «Унитаса» |
| |          | (отчёт) |           |                |
| «Унитас»: Потапов - П.Соколов, Цагин - Варгин, Хромов, М.Яковлев - Эндрю, Н.Детлов, В.Бутусов, В.ИвановII, А.ИвановI «Невский»: |          |         |           |                |

| 29 авг | «Меркур»              | 2:2     | «Нарва» | Поле «Меркура»     |
| | - Ал.Капелькин (1:2)′ | (отчёт) |         | Судья: Т.Прокофьев |
| «Меркур»: А.Коробицын - Л.Ганзен, Власенко - Н.Коробицын, Северов, Клемин - Статковский, Загоруйко, Самойлов, Ал.Капелькин, Д.Киселёв «Нарва»: Федельский - Абрамов, Теодорович - Гаевский, Каракосов, Петухов - В.МедведевI, Г.МедведевII, Мельников, Варзар, Миллер |                       |         |         |                    |

| 2 сен | «Нева» | 5:1     | «Триумф» | Поле «Невы» |
|       |        | (отчёт) |          |             |

| 2 сен | «Унитас» | 6:2     | «Коломяги» | Поле «Унитаса» |
|       |          | (отчёт) |            |                |

| 2 сен | «Невский»        | 1:1     | «Меркур»      | Поле «Невских»  |
| | - А.Хендерсон 1′ | (отчёт) | - 15′ Северов | Судья: Кутервуд |
| «Невский»: ... Мосс, Монро, Хилл, Стромбург, А.Хендерсон ... «Меркур»: А.Коробицын - Л.Ганзен, Шаверин - А.Блинков, Северов, Клемин - Бабушкин, С.Петров, Самойлов, Данкер, Д.Киселёв |                  |         |               |                 |

| 8 сен | «Коломяги» | 3:1     | «Триумф» | Поле «Коломяг» |
| |            | (отчёт) |          |                |
| «Коломяги»: Шюман - В.КораблевI, П.КораблевII - Л.Чернышев, С.Попов, Девяткин - Серов, П.ФилипповIII, А.ФилипповI, Эр.Эммерих, С.ФилипповII |            |         |          |                |

| 8 сен | «Унитас»           | 5:1     | «Меркур»                  | Поле «Унитаса»   |
| | - В.Бутусов (2:1)′ | (отчёт) | - (1:1)′ (пен.) Д.Киселёв | Судья: Б.Метцгер |
| «Унитас»: Потапов - П.Соколов, Цагин - Варгин, Хромов, Б.ИконниковI - Е.ИконниковII, Н.Детлов, В.Бутусов, В.ИвановII, А.ИвановI «Меркур»: А.Коробицын - Л.Ганзен, Кривдин - Андрианов, Северов, А.Блинков - Жуков, Быстров, Д.Киселёв, Данкер, М.Соловьёв |                    |         |                           |                  |

| 8 сен | «Спорт» | 6:2     | «Невский» | Поле «Спорта» |
|       |         | (отчёт) |           |               |

| 8 сен | «Нева» | 4:0     | «Нарва» | Поле «Невы» |
|       |        | (отчёт) |         |             |

| 14 сен | «Спорт»   | 6:3     | «Меркур»     | Поле «Меркура»  |
| | - Сандерс | (отчёт) | - М.Соловьёв | Судья: Юргенсон |
| «Спорт»: Красовский - Курзнер, Марков - П.Сорокин, Бодров, Поплескин - И.Егоров, Суворов, Сандерс, Н.Оленчиков, Хмелевский «Меркур»: А.Коробицын - Л.Ганзен, Кривдин - Межевов, Северов, Власенко - Жуков, А.Шпигель, Самойлов, Д.Киселёв, М.Соловьёв |           |         |              |                 |

| 14 сен | «Нева» | 3:2     | «Коломяги» | Поле «Коломяг» |
|        |        | (отчёт) |            |                |

| 14 сен | «Невский» | 4:2     | «Нарва» | Поле «Невских» |
|        |           | (отчёт) |         |                |

| 14 сен | «Унитас» | 7:0     | «Триумф» | Поле «Триумфа» |
|        |          | (отчёт) |          |                |

| 16 сен | «Унитас»       | 3:1     | «Нева» | Поле «Унитаса» |
| | - Эндрю (1:0)′ | (отчёт) |        |                |
| «Унитас»: Потапов - П.Соколов, Цагин - Варгин, Хромов, Р.Зиккель - Эндрю, Н.Детлов, В.Бутусов, В.ИвановII, Куренков «Нева»: Борейша - ... Стэнфорд ... |                |         |        |                |

| 16 сен | «Меркур» | 8:0     | «Коломяги» | Поле «Меркура»  |
| |          | (отчёт) |            | Судья: Трифонов |
| «Меркур»: А.Коробицын - Л.Ганзен, Кривдин - А.Блинков, Северов, Власенко - Жуков, А.Шпигель, Самойлов, Д.Киселёв, М.Соловьёв «Коломяги»: Л.Чернышев - В.КораблевI, П.КораблевII - П.ФилипповIII, С.Попов, Девяткин - Серов, В.Крутов, А.ФилипповI, Эр.Эммерих, С.ФилипповII |          |         |            |                 |

| 16 сен                                                                                                 | «Нарва» | 3:2     | «Спорт» | Поле «Нарвы» |
| |         | (отчёт) |         |              |
| «Нарва»: ... Абрамов, Теодорович, Гаевский, Каракосов ... «Спорт»: ... Тарасов, Хмелевский, Марков ... |         |         |         |              |

| 16 сен | «Невский» | 5:2     | «Триумф» | Поле «Триумфа» |
|        |           | (отчёт) |          |                |

| 30 сен | «Унитас»                        | 5:3     | «Меркур» | Поле «Меркура»   |
| | - Бутусов (1:1)′ - Эндрю (2:1)′ | (отчёт) |          | Судья: Б.Метцгер |
| «Унитас»: Потапов - П.Соколов, Цагин - Варгин, Хромов, Н.Детлов - А.Федоров, Эндрю, В.Бутусов, В.ИвановII, А.ИвановI |                                 |         |          |                  |

| 30 сен | «Невский» | 3:0     | «Нева» | Поле «Невских» |
| | - Монро   | (отчёт) |        |                |
| «Невский»: Шварсалон - Мосс, Стуббингс - Битти, Трипп, Хилл - В.КаландерII, Фостер, Монро, Э.Петерсен, А.Хендерсон «Нева»: Борейша - Кинг, Гибсон - Глэдхилл, Стэнфорд, Ходбот - Стэд, Мэй, Уилберфорс, Колайко, Бианки |           |         |        |                |

| 30 сен | «Нарва» | 2:1     | «Коломяги» | Поле «Нарвы» |
|        |         | (отчёт) |            |              |

| 30 сен | «Спорт» | 7:0     | «Триумф» | Поле «Спорта» |
|        |         | (отчёт) |          |               |

| 1 окт | «Унитас»                                                                  | 5:3     | «Спорт»                                | Поле «Спорта»                    |
| | - В.Бутусов (1:2)′ (5:3)′ - Эндрю (2:2)′ (3:3)′ - П.Соколов (4:3)′ (пен.) | (отчёт) | - 3′ ? - 8′ Сандерс - (2:3)′ П.Сорокин | Зрителей: 2000 Судья: В.Синделев |
| «Унитас»: Потапов - П.Соколов, М.Яковлев - Варгин, Хромов, Б.ИконниковI - Эндрю, Н.Детлов, В.Бутусов, В.ИвановII 45', А.ИвановI · «Спорт»: Хомяков - Курзнер, Марков - Уверский, Бодров, Поплескин - И.Егоров, Суворов , Сандерс, П.Сорокин, Хмелевский |                                                                           |         |                                        |                                  |

| 1 окт | «Коломяги» | 5:3     | «Невский» | Поле «Невских» |
|       |            | (отчёт) |           |                |

| 1 окт | «Нарва» | 1:1     | «Меркур»         | Поле «Нарвы»       |
| |         | (отчёт) | - (0:1)′ Северов | Судья: Т.Прокофьев |
| «Нарва»: Федельский - Абрамов, Теодорович - Гаевский, Каракосов, Петухов - В.МедведевI, Г.МедведевII, Мельников, Варзар, Миллер «Меркур»: А.Коробицын - Л.Ганзен, Кривдин - А.Блинков, Северов, Власенко - Жуков, А.Шпигель, Самойлов, Д.Киселёв, М.Соловьёв |         |         |                  |                    |

| 1 окт | «Нева» | +:-     | «Триумф» | Поле «Триумфа» |
|       |        | (отчёт) |          |                |

| 7 окт | «Меркур» | 9:1     | «Триумф» | Поле «Меркура» |
| |          | (отчёт) |          |                |
| «Меркур»: ? - Л.Ганзен, Кривдин - Я.Белобородов, Северов, Власенко - А.Шпигель, Жуков, М.Андреев, Д.Киселёв, А.Мюллер |          |         |          |                |

| 14 окт | «Унитас» | 7:2     | «Нарва» | Поле «Нарвы» |
| |          | (отчёт) |         |              |
| «Унитас»: Потапов - П.Соколов, М.Яковлев - Варгин, Хромов, Б.ИконниковI - Эндрю, Н.Детлов, В.Бутусов, В.ИвановII, А.ИвановI «Нарва»: Федельский - Абрамов, Теодорович - Гаевский, Каракосов, Петухов - В.МедведевI, Г.МедведевII, Мельников, Варзар, Миллер |          |         |         |              |

| 14 окт | «Меркур» | 3:1     | «Нева» | Поле «Меркура»   |
| | - Жуков  | (отчёт) |        | Судья: Б.Метцгер |
| «Меркур»: Северов - Л.Ганзен, Кривдин - Андрианов, Гундырев, Власенко - Жуков, Статковский, Ал.Капелькин, Д.Киселёв, М.Соловьёв «Нева»: Борейша - Кинг, Гибсон - Глэдхилл, Шусмит, Ходбот - Стэд, Мэй, Гриккель, Колайко, Бианки |          |         |        |                  |

| 14 окт    | «Коломяги» | 7:1     | «Триумф» | Поле «Коломяг» |
|           |            | (отчёт) |          |                |
| «Триумф»: |            |         |          |                |

| 14 окт | «Невский» | 2:2     | «Спорт» | Поле «Невских» |
| |           | (отчёт) |         |                |
| «Невский»: Гинальш - ... Смолл, Монро, Виберг, А.Хендерсон ... «Спорт»: Хомяков - Курзнер, Марков - Уверский, В.Гостев, Кушель - И.Егоров, Суворов, П.Сорокин, Хмелевский, Поляков |           |         |         |                |

| 21 окт | «Спорт»   | 6:4     | «Коломяги»        | Поле «Спорта» |
| | - Куликов | (отчёт) | - (2:3)′ Гриллинг |               |
| «Спорт»: Хомяков - Курзнер, П.Сорокин - Уверский, Бодров, Кушель - И.Егоров, Суворов, Калинин, Хмелевский, Куликов «Коломяги»: Л.Чернышев - В.КораблевI, П.КораблевII - П.ФилипповIII, С.Попов, Девяткин - Серов, А.ФилипповI, Гриллинг, Эльбе, С.ФилипповII |           |         |                   |               |

| 21 окт | «Меркур» | 3:0     | «Невский» | Поле «Меркура»   |
| |          | (отчёт) |           | Судья: Б.Метцгер |
| «Меркур»: Шаверин - Л.Ганзен, Кривдин - А.Блинков, Северов, Гундырев - Жуков, Статковский, Ал.Капелькин, С.Петров, Д.Киселёв «Невский»: И.КаллендерI - Мосс, Стуббингс - Трипп, Фостер, В.КаллендерII - Вольварк, Виберг, Э.Петерсен, Шварсалон, Феннер |          |         |           |                  |

| 21 окт | «Унитас» | 5:2     | «Нева» | Поле «Невы» |
| |          | (отчёт) |        |             |
| «Унитас»: Потапов - П.Соколов, М.Яковлев - Варгин, Хромов, Б.ИконниковI - Эндрю, Н.Детлов, В.Бутусов, В.ИвановII, А.ИвановI «Нева»: Борейша - ... |          |         |        |             |

| 21 окт | «Нарва» | 21:0    | «Триумф» | Поле «Нарвы» |
| |         | (отчёт) |          |              |
| «Нарва»: Федельский - Абрамов, Теодорович - Гаевский, Каракосов, Петухов - В.МедведевI, Г.МедведевII, Мельников, Варзар, Миллер «Триумф»: |         |         |          |              |

| 22 окт | «Спорт»          | 1:1     | «Нарва» | Поле «Спорта» |
| | - Суворов (1:1)′ | (отчёт) |         |               |
| «Спорт»: Хомяков - Курзнер , Марков - Уверский, Бодров, Кушель - И.Егоров, Суворов, Сандерс, Хмелевский, Куликов · «Нарва»: Федельский - Абрамов, Теодорович - Гаевский, Каракосов, Петухов - В.МедведевI, Г.МедведевII, Мельников, Варзар, Миллер |                  |         |         |               |

| 22 окт | «Унитас» | 5:0     | «Коломяги» | Поле «Коломяг» |
| |          | (отчёт) |            |                |
| «Унитас»: Потапов - П.Соколов, Б.Гаврилов - М.Яковлев, Хромов, Б.ИконниковI - Е.ИконниковII, Н.Детлов, В.Бутусов, Р.Зиккель, Нортотс |          |         |            |                |

| 28 окт | «Меркур»             | 4:2     | «Спорт» | Поле «Спорта» |
| | - Статковский (3:2)′ | (отчёт) |         |               |
| «Меркур»: А.Коробицын - Л.Ганзен, Кривдин - А.Блинков, Северов, Власенко - Жуков, Статковский, Ал.Капелькин, С.Петров, М.Соловьёв «Спорт»: Хомяков - П.Сорокин, Марков - Уверский, Бодров, Кушель - И.Егоров, Суворов, Калинин, Хмелевский, Куликов |                      |         |         |               |

| 28 окт | «Унитас»                         | 7:2     | «Невский»                           | Поле «Невских» |
| | - П.Соколов (3:1)′ (4:1)′ (пен.) | (отчёт) | - (2:1)′ Монро - (7:2)′ (пен.) Мосс |                |
| «Унитас»: Е.Детлов - П.Соколов, А.Шпигель - М.Яковлев, Хромов, Б.ИконниковI - Эндрю, Н.Детлов, В.Бутусов, В.ИвановII, А.ИвановI «Невский»: ... Мосс, Монро ... |                                  |         |                                     |                |

| 28 окт | «Нарва» | +:-     | «Нева» | Поле «Нарвы» |
|        |         | (отчёт) |        |              |

| 4 ноя | «Нарва» | 7:5     | «Невский»        | Поле «Нарвы»     |
| |         | (отчёт) | - Монро - Виберг | Судья: Б.Метцгер |
| «Нарва»: Федельский - Н.Кузнецов, Теодорович - Гаевский, Каракосов, Петухов - В.Нестеров, В.МедведевI, Г.МедведевII, Варзар, Миллер «Невский»: Дувий - Мосс, Стуббингс - Битти, Виберг, Пиккерсхилл - В.КаллендерII, Фостер, Монро, Стивенс, А.Хендерсон |         |         |                  |                  |

| 4 ноя | «Коломяги» | +:-     | «Нева» | Поле «Невы» |
|       |            | (отчёт) |        |             |

| 11 ноя | «Спорт» | 4:0 | «Нева» | Поле «Спорта» |

| 11 ноя | «Невский» | 4:1 | «Триумф» | Поле «Невских» |

### Матч с чемпионом Москвы
Весной 1913 года в Москве чемпион Петербургской футбол-лиги 1912 года «Унитас»  встретился с чемпионом Московской футбольной лиги 1912 года командой КС «Орехово» и одержал победу 4:2.
| 5 мая 1913 | «Унитас»    | 4:2 | КС «Орехово»       | Поле «Замоскворецкого» КС, Москва       |
| | - В.Бутусов |     | - (пен.) МкДональд | Зрителей: 3000 Судья: О.Грунди (Москва) |
| «Унитас»: Борейша - П.Соколов, М.Яковлев - Варгин, Хромов, Б.ИконниковI - Эндрю, Н.Детлов, В.Бутусов, В.ИвановII, А.ИвановI КС «Орехово»: Н.Макаров - Савинцев, В.Мишин - А.Акимов, Дж.Чарнок , Н.Кынин - К.Андреев, Томлинсон, МкДональд, В.Чарнок, Э.Чарнок |             |     |                    |                                         |

## Низшие уровни

### Класс «Б»
Победитель — «Петровский».
2-3.«Павловск» & «Кречет» 4.«Националы» 5.«Русско-Азиатский банк» 6.«Никольский» 7.«Кениг»

### Класс «А» (II команды)
Победитель — «Меркур»—II
2.«Нарва»—II   3.«Унитас»—II   4.«Спорт»—II  5.«Коломяги»—II 6.«Невский»—II 7.«Триумф»—II

### Класс «Б» (II команды)
Победитель — «Петровский»—II
2.«Павловск»—II   3.«Русско-Азиатский банк»—II   4.«Кречет»—II  5.«Националы»—II  6.«Никольский»—II

### Класс «А» (III команды)
Победитель — «Меркур»—III
2.«Спорт»—III   3.«Нарва»—III   4.«Унитас»—III  5.«Коломяги»—III  6.«Триумф»—III

### Класс «Б» (III команды)
Победитель — ««Кречет»»—III
2.«Петровский»—III   3.«Павловск»—III   4.«Националы»—III  5.«Русско-Азиатский банк»—III

### Классы «А» и «Б» (IV команды)
Победитель — «Нарва»—IV
2.«Петровский»—IV   3.«Унитас»—IV   4.«Меркур»—IV  5.«Триумф»—IV

## Комментарии
1. ↑  Ввиду наступившей зимы некоторые матчи класса «Б», а также переходный матч между победителем класса «Б» и 6-й командой класса «А» были сыграны весной следующего года[1][2]
2. ↑  Ввиду наступления зимы матч «Петровский» 5:1 «Павловск» был сыгран только 13 мая 1914[2]. По регламенту «Петровский» должен был играть переходный матч с «Невским» — командой, занявшей 6-е место в классе «А» — за право выступать в следующем сезоне в классе «А». Этот матч был анонсирован 18 ноября на поле «Спорта»[11], однако погодные условия не позволили его провести. Он был сыгран только 20 мая — «Невский» 1:0 «Петровский»[1] — и по его результатам «Невский» сохранил место в классе «А»